# Amaea magnifica
Amaea magnifica (nomeada, em inglês, magnificent wentletrap) é uma espécie de molusco gastrópode marinho da família Epitoniidae, na ordem Caenogastropoda. Foi classificada por G. B. Sowerby II, em 1844, e descrita originalmente como Scalaria magnifica, sendo distribuída pelo Pacífico Ocidental, do Japão, mar da China Oriental, mar da China Meridional e Taiwan, até o nordeste da Austrália, em Queensland.

## Descrição da concha e hábitos
Possui uma concha turriforme, de branca a cinzenta, com sua espiral apresentando uma escultura reticulada por uma série de pequenas linhas em elevações diagonais e transversais; com abertura circular e sem canal sifonal; atingindo até os 13 centímetros de comprimento.

## Distribuição geográfica
Esta espécie está distribuída pelo Pacífico Ocidental, do Japão, mar da China Oriental, mar da China Meridional e Taiwan, até o nordeste da Austrália, em Queensland.

O sul do Japão é um dos habitats da espécie A. magnifica.